# Pseudocoremia suavis
Pseudocoremia suavis là một loài bướm đêm thuộc họ Geometridae. Nó là loài đặc hữu của New Zealand.
Sải cánh dài khoảng 30 mm.
Ấu trùng ăn một loạt các loại cây và bụi.

## Hình ảnh

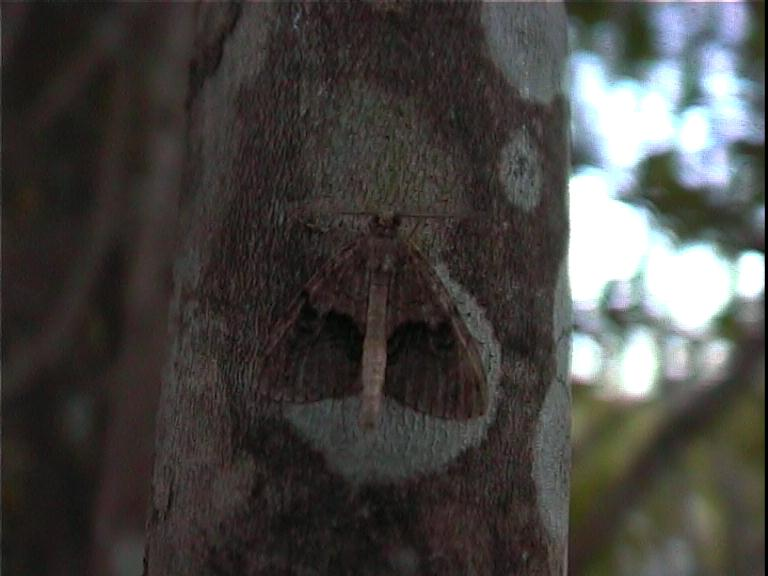